# Вурманкаси (Юськасинське сільське поселення)
Вурманка́си (рос. Вурманкасы, чув. Вăрманкасси) — присілок у Чувашії Російської Федерації, у складі Юськасинського сільського поселення Моргауського району.
Населення — 469 осіб (2010; 535 в 2002, 671 в 1979; 784 в 1939, 692 в 1926, 564 в 1906, 342 в 1858).

## Історія
Утворився як виселок села Преображенське (Чуваська Сорма). До 1866 року селяни мали статус державних, займались землеробством, тваринництвом. У кінці 19 століття діяло 3 вітряки, винна лавка, 1885 року відкрито школу грамоти. 1929 року створено колгосп «Труд». До 1927 року присілок перебував у складі Шуматівської та Чувасько-Сорминської волостей Ядрінського повіту. 1927 року присілок переданий до складу Аліковського району, 1944 року — до складу Моргауського, 1959 року — повернутий до складу Аліковського, 1962 року — до складу Чебоксарського, 1964 року — повернутий до складу Моргауського району.

## Господарство
У присілку діють школа, фельдшерсько-акушерський пункт, клуб, бібліотека, магазин.